# Phoebe Waller-Bridge
Ne doit pas être confondu avec Phoebe Bridgers.
Phoebe Waller-Bridge /ˈfiːbi wɒlə bɹɪd͡ʒ/ est une actrice, scénariste et productrice anglaise, née le 14 juillet 1985 à Londres (Angleterre).
Elle est connue pour avoir créé et écrit les séries Crashing (en) (2016) et Fleabag (2016-19) dans lesquelles elle interprète également le personnage principal, et pour avoir développé la série Killing Eve (2018-2022), adaptée du roman Codename Villanelle (en) de Luke Jennings (en).

## Biographie
Phoebe Waller-Bridge est née le 14 juillet 1985 à Londres. Elle a un frère, Jasper Waller-Bridge, manager dans l'industrie musicale, et une sœur, Isobel Waller-Bridge, compositrice.
Diplômée de la Royal Academy of Dramatic Art à Londres en 2006, elle fonde avec Vicky Jones la compagnie théâtrale DryWrite en 2007.

## Carrière
Elle fait ses débuts dans la pièce Roaring Trade au Soho Theatre en 2009, puis poursuit sa carrière d'actrice au théâtre comme à la télévision : en 2013 elle fait une apparition dans la seconde saison de la série télévisée Broadchurch.
Lors de la création de la série Downton Abbey, elle passe une audition pour le rôle d'une des sœurs Crawley mais n'est pas prise car elle fait rire le réalisateur pendant son essai, sur une scène dramatique.
En parallèle, elle écrit des pièces de théâtre qu'elle interprète aussi, comme le one woman show Fleabag en 2013 qu'elle adapte en série télévisée en 2016 sur BBC Three et dans laquelle elle joue le personnage principal. La deuxième et dernière saison sort en 2019 et est saluée par la critique. La même année, Mouche, l'adaptation française est diffusée sur Canal+, avec Camille Cottin dans le rôle principal.
Elle écrit la première saison et produit la série Killing Eve diffusée en avril 2018 sur BBC America où elle fait jouer les actrices Sandra Oh et Jodie Comer,.
En 2019, elle participe à l'écriture du 25e film des aventures de James Bond à la demande de Daniel Craig, qui souhaitait voir plus d'humour dans le scénario ainsi que des personnages féminins plus profonds qu'à l'accoutumée.
Lors des 71e cérémonie des Primetime Emmy Awards le 22 septembre 2019, elle rafle trois statuettes dont celle de la Meilleure série télévisée comique et de la Meilleure actrice dans une série télévisée comique. Annonçant la fin de Fleabag après la seconde saison, elle se lance dans la production de Run, une commande de la chaîne HBO, co-écrite par Vicky Jones.
Le 5 janvier 2020, lors de la 77e cérémonie des Golden Globes, elle est récipiendaire des prix pour meilleure actrice dans une série télévisée musicale ou comique et meilleure série télévisée musicale ou comique pour Fleabag. Également, son autre série en développement, Killing Eve, est nommée pour le palmarès à la meilleure série dramatique.
Le 1er janvier 2021 elle apparaît dansant au côté de Harry Styles dans le clip de Treat People with Kindness.
En 2023, elle joue dans Indiana Jones et le Cadran de la destinée de James Mangold. Dans le cadre de son contrat avec Prime Video, elle est désignée pour relancer la franchise Tomb Raider en live-action, ainsi qu'une adaptation de l'ouvrage Sign Here de Claudia Lux.

## Filmographie

### Actrice

#### Cinéma

##### Longs métrages
- 2011 : La Dame de fer (The Iron Lady) de Phyllida Lloyd : Susie
- 2011 : Albert Nobbs de Rodrigo García : Vicomtesse Yarrell
- 2015 : Man Up de Ben Palmer : Katie
- 2017 : Goodbye Christopher Robin de Simon Curtis : Mary Brown
- 2018 : Solo : A Star Wars Story de Ron Howard : L3-37 (voix et capture de mouvement)[7]
- 2023 : Indiana Jones et le Cadran de la destinée (Indiana Jones and the Dial of Destiny) de James Mangold : Helena Shaw
- 2024 : Blue et Compagnie (IF) de John Krasinski (voix)

##### Courts métrages
- 2008 : Intangible de Nigel Proctor : Anna
- 2009 : The Reward de Lucy Patrick Ward : Charlotte
- 2011 : Beautiful Enough de Claire Oakley : La mère (voix)
- 2011 : Meconium de Rosanne Flynn : Lorna

#### Télévision

##### Séries télévisées
- 2009 : Doctors : Katie Burbridge
- 2010 : How Not to Live Your Life : Felicity
- 2011 - 2013 : The Cafe : Chloe Astill
- 2013 : Bad Education : India
- 2013 : London Irish : Steph
- 2013 : Coming Up : Karen
- 2014 : Glue : Bee
- 2014 : Blandings : Felicity
- 2015 : Broadchurch : Abby Thompson
- 2016 : Crashing (en) : Louise
- 2016 - 2019 : Fleabag : Fleabag
- 2020 : Run : Laurel Halliday
- 2020 : His Dark Materials : À la croisée des mondes (His Dark Materials) : Sayan Kotor (voix)
- 2021 : Staged : elle-même

##### Téléfilm
- 2011 : Ronde de nuit (The Night Watch) de Richard Laxton : Lauren

#### Clip
- 2021 : Treat People with Kindness d'Harry Styles, réalisé par Gabe et Ben Turner

### Scénariste
- 2016 : Crashing (en) : Louise (également créatrice)
- 2016 - 2019 : Fleabag : Fleabag (également créatrice)
- 2018 - 2022 : Killing Eve (également créatrice)
- 2021 : Mourir peut attendre de Cary Joji Fukunaga (scénariste)

### Productrice
- 2016 - 2019 : Fleabag : Fleabag (également créatrice)
- 2018 - 2022 : Killing Eve (également créatrice)
- 2020 : Run

## Théâtre
- 2019 : Fleabag (actrice et autrice)
  - Soho Playhouse de New York[14]
  - Théâtre Wyndham de Londres[15]

## Publication
- (en) Phoebe Waller-Bridge, Fleabag, Londres, Nick Hern Books, 2013, 48 p. (ISBN 978-1-78001-292-6 et 1-78001-292-6, OCLC 894546593)

## Distinctions

### Récompenses
- Emmy Awards 2019[16]
  - Meilleure série télévisée comique pour Fleabag
  - Meilleure actrice dans une série télévisée comique pour Fleabag
  - Meilleur scénario pour une série télévisée comique pour l'Épisode 1 de Fleabag

- Satellite Awards 2020[17]
  - Meilleure actrice dans une série télévisée musicale ou comique pour Fleabag
  - Meilleure série télévisée musicale ou comique pour Fleabag

- Golden Globes 2020
  - Meilleure actrice dans une série comique ou musicale pour Fleabag
  - Meilleure série télévisée musicale ou comique pour Fleabag

- Critics' Choice Television Awards 2020[18]
  - Meilleure série télévisée comique pour Fleabag
  - Meilleure actrice dans une série comique pour Fleabag

### Nominations
- Golden Globes 2020 : Meilleure série dramatique pour Killing Eve